# مقبرة جولياما ارسنالكا
تل جولياما أرسنالكا (بالإنجليزية: Golyama Arsenalka mound)‏ عبارة عن ركام تراقي للدفن يحتوي على مبنى حجري تحت الأرض، يقع بالقرب من مدينة شيبكا البلغارية. ويعود تاريخه إلى نهاية القرن الخامس قبل الميلاد.
يتكون التل من واجهة تمثيلية، وغرفة انتظار صغيرة، وغرفة مقببة. تم إغلاق المداخل بأبواب حجرية مزدوجة. أرضية غرفة الانتظار مصنوعة من التربة المدكوكة، بينما الغرفة المقببة مبنية من أحجار مقطعة بشكل خاص. في وسط الغرفة المقببة توجد كتلة جرانيتية دائرية. وتحت هذه الكتلة توجد تجويف محاط بحلقة من الأحجار تشبه مواقد النار الطقسية في مدينة سيوتبوليس. مقابل المدخل، يوجد سرير باتجاه شرق-غرب. تم استخدام هذا المعبد لدفن حاكم أو شخصية نبيلة. وبالرغم من نهب كنوزه في العصور القديمة، فقد عثر على أجزاء من صدرية مذهبة، وزينتين ذهبيتين صغيرتين، وعظام خيول أثناء الحفريات في غرفة الانتظار.